# Landtagswahl im Trentino 1973
Die Landtagswahl im Trentino 1973 fand am 18. November als Wahl zum Regionalrat Trentino-Südtirol statt. Gewählt wurden die 36 Mitglieder des Trentiner Landtags.
Am selben Tag fand auch die Wahl zum Südtiroler Landtag statt.

## Ergebnis
| Listen                                    | Listen                                          | Stimmen | %    | Mandate |
| ----------------------------------------- | ----------------------------------------------- | ------- | ---- | ------- |
|                                           | Democrazia Cristiana                            | 141.453 | 55,3 | 21      |
|                                           | Partito Socialista Italiano                     | 27.786  | 10,9 | 4       |
|                                           | Partito Comunista Italiano                      | 23.614  | 9,2  | 3       |
|                                           | Partito Popolare Trentino Tirolese              | 23.080  | 9,0  | 3       |
|                                           | Partito Socialista Democratico Italiano         | 15.166  | 5,9  | 2       |
|                                           | Partito Repubblicano Italiano                   | 9.922   | 3,9  | 1       |
|                                           | Movimento Sociale Italiano – Destra Nazionale   | 5.865   | 2,3  | 1       |
|                                           | Partito Liberale Italiano                       | 5.603   | 2,2  | 1       |
|                                           | Movimento Democratico Trentino                  | 1.322   | 0,5  | –       |
|                                           | Partito Comunista (Marxista-Leninista) Italiano | 1.190   | 0,5  | –       |
|                                           | Ladins                                          | 905     | 0,4  | –       |
| Gesamt                                    | Gesamt                                          | 255.906 | 100  | 36      |
|                                           |                                                 |         |      |         |
| Quelle: Autonome Region Trentino-Südtirol |                                                 |         |      |         |